# Arthur Sullivan
Arthur Seymour Sullivan, född 13 maj 1842 i Lambeth, London, död 22 november 1900 i London, var en brittisk kompositör av irländskt och italienskt ursprung, bäst känd för sina komiska operetter som han skrev tillsammans med W. S. Gilbert. Dessa inkluderar H.M.S. Pinafore, The Pirates of Penzance och The Mikado. Sullivan komponerade 23 operor däribland Ivanhoe, 13 större orkestrala verk, åtta körverk och oratorier, två baletter, bakgrundsmusik till flera pjäser och ett antal hymner och andra kyrkoverk, sånger, ballader, visor och dylikt. Hans examensarbete var svit Stormen för pjäsen med samma namn.